# Lewenhaupt (Adelsgeschlecht)

Stammwappen Leijonhufvud

Leijonhufvud bzw. Lewenhaupt, deutsch Löwenhaupt, ist der Name eines schwedischen Adelsgeschlechts.

## Geschichte
Die Grafen Lewenhaupt und die Barone bzw. Freiherren Leijonhufvud haben einen gemeinsamen Ursprung.
Die Grafenfamilie ist die wohl noch bedeutendste lebende Familie des schwedischen Ritterhauses seit dem Aussterben der Familie Brahe. Mehrere Mitglieder der Familie erreichten die Ränge eines Generals oder Feldmarschalls, von denen sich viele auf den Schlachtfeldern des 17. und 18. Jahrhunderts hervortaten.
Die Grafenlinie von Lewenhaupt beginnt mit Sten Eriksson, einem Bruder Königin Margarethes von Schweden. Die Grafenwürde erhielt Sten einerseits durch seine Dienste wie die Festnahme König Eriks, aber auch durch seine Ehe mit Ebba Månsdotter Lilliehöök (* 1529), Gräfin von Raseborg. Sten erhielt diese bei der Krönung Johanns III. Die Rechte an der Grafschaft wurden 1569 der verwitweten Ebba und ihren Nachkommen durch den König bestätigt.
Durch die Heirat Axel Stennsson mit der pfälzischen Gräfin Sidonia von Daun-Falkenstein 1579 gelangte die Familie auch an Einfluss in Deutschland. Ab 1628 waren sich die Familie Lewenhaupt-Rasburg und die Familie Daun-Falkenstein-Oberstein über die Besitzverhältnisse strittig, bis die Grafschaft Falkenstein 1727 an Leopold von Lothringen verkauft wurde.
Die Nachfahren Axels und Sidonias waren Berater, Diplomaten und Generäle und beeinflussten die europäische Geschichte zugunsten Schwedens im Dienste der Könige. Später nahmen einige auch Stellen anderen Höfen an, wie Brandenburg-Bayreuth.

## Angehörige

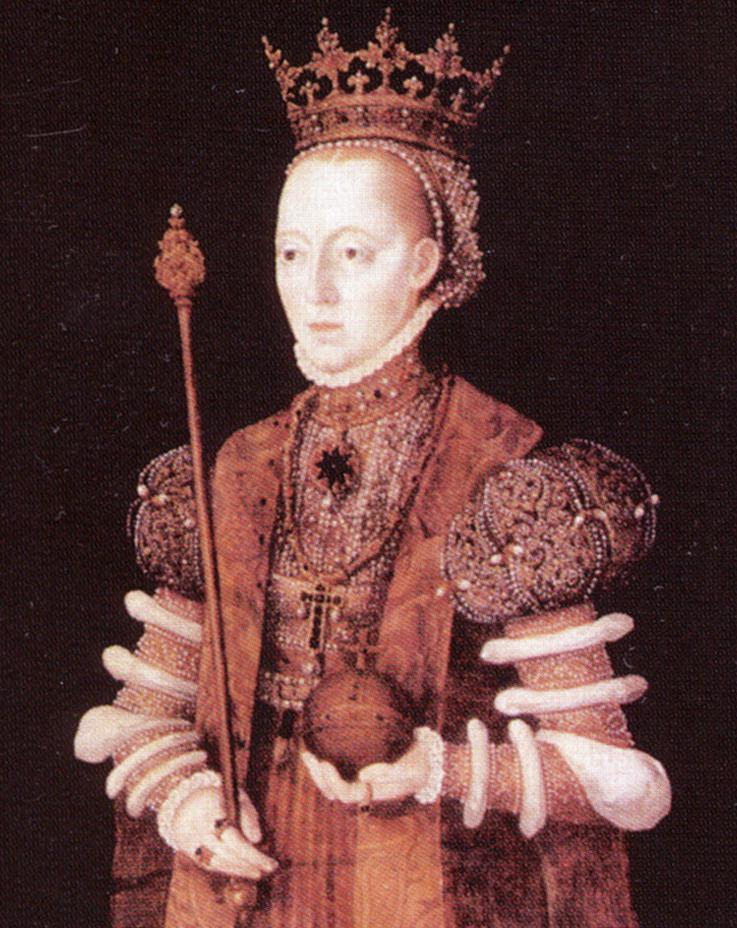
Margareta, Königin von Schweden (1516–1551)

- Margareta Eriksdotter Leijonhufvud (1516–1551), Königin von Schweden
- Sten Eriksson Leijonhufvud (1518–1568), Diplomat und Kriegsrat im Diensten Gustav I. Wasa, gemeinsam mit Pontus de la Gardie nahm er König Erik XIV. fest
- Märta Eriksdotter Leijonhufvud (1520–1584), schwedische Adlige
- Axel Stensson Leijonhufvud (1554–1619), Gouverneur von Finnland und später Västergötland
- Moritz Stensson Lewenhaupt (1559–1607), schwedischer Staatsmann
- Gustaf Adolf Lewenhaupt (1619–1656), schwedischer Feldmarschall
- Carl Mauritz Lewenhaupt (1620–1666), schwedischer Feldmarschall
- Ludvig Wierich Lewenhaupt (1622–1668), schwedischer General der Kavallerie, Reichs- und Kriegsrat ⚭ Charlotta Susanna Maria zu Hohenlohe-Neuenstein, Tochter Krafts VII
- Gustaf Fredrik Lewenhaupt (1658–1723), schwedischer Generalleutnant
- Adam Ludwig Lewenhaupt (1659–1719), schwedischer General
- Axel Johan Lewenhaupt (1660–1717), schwedischer Admiral und Staatsmann
- Carl Gustav von Löwenhaupt (1662–1703), kursächsischer Generalkriegskommissar
- Mauritz Lewenhaupt (1666–1735), schwedischer Generalmajor
- Carl Julius Lewenhaupt (1664–1726), Generalmajor der Infanterie
- Charles Emil Lewenhaupt (1691–1743), Oberkommandierender der schwedischen Armee im Krieg gegen Finnland
- Mauritz Casimir Lewenhaupt (1711–1781), Generalleutnant, Kommandeur des Schwertordens
- Adam Lewenhaupt (1861–1944), schwedischer Herold, Historiker und Heraldiker
- Carl Gustaf Lewenhaupt (1884–1935), schwedischer Olympionike
- Axel Leijonhufvud (1933–2022), schwedischer Wirtschaftswissenschaftler

## Wappen
Das Stammwappen zeigt in Blau drei (2, 1) goldene rechtsgewande Löwenköpfe mit ausgeschlagener Zunge.
Das Wappen der Grafen wurde erstmals durch einen königlichen Brief Johanns III. 1587 genutzt.

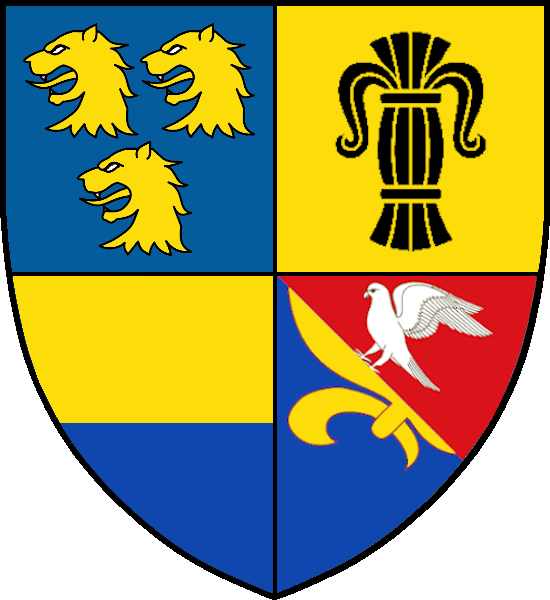
Freiherrliches Wappen Leijonhufvud (1561)
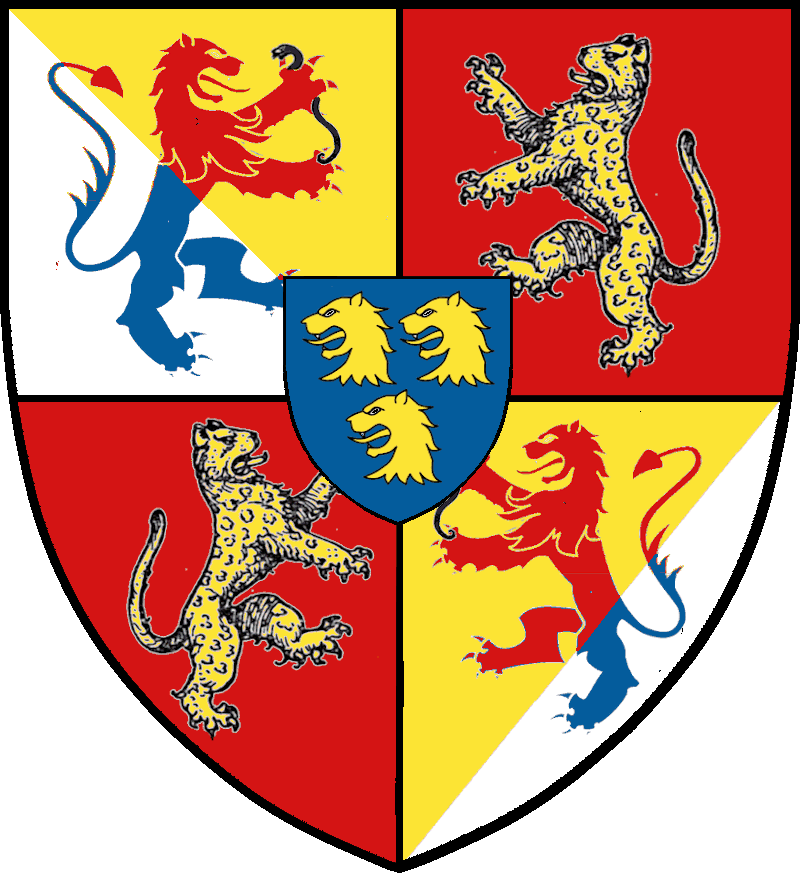
Gräfliches Wappen Lewenhaupt (1568)
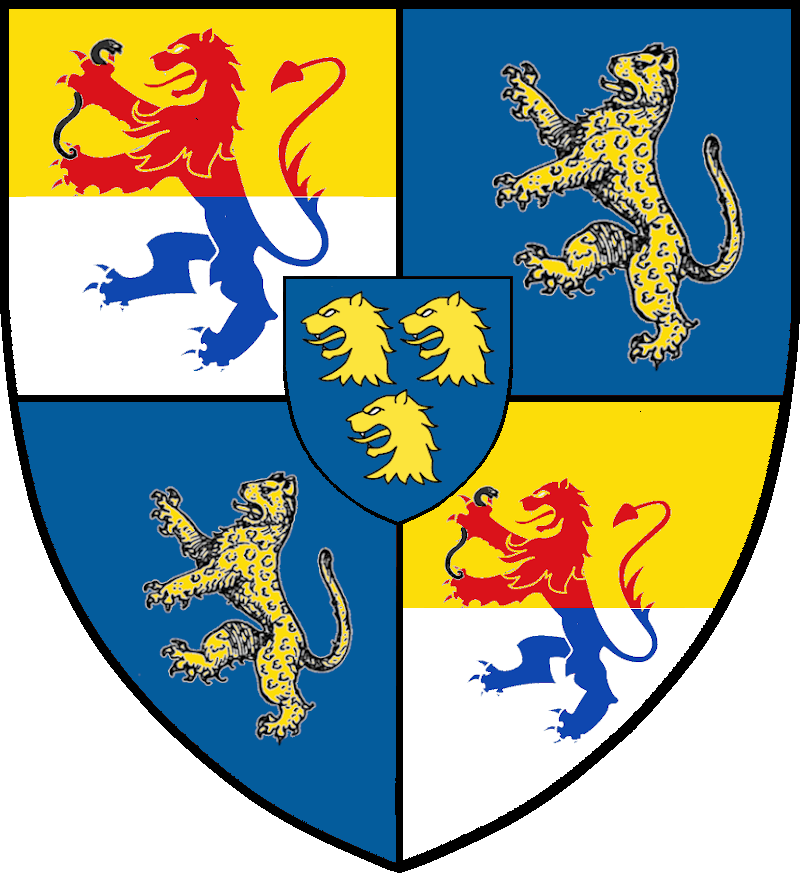
Gräfliches Wappen von Axel Stensson Leijonhufvud (1554–1619)
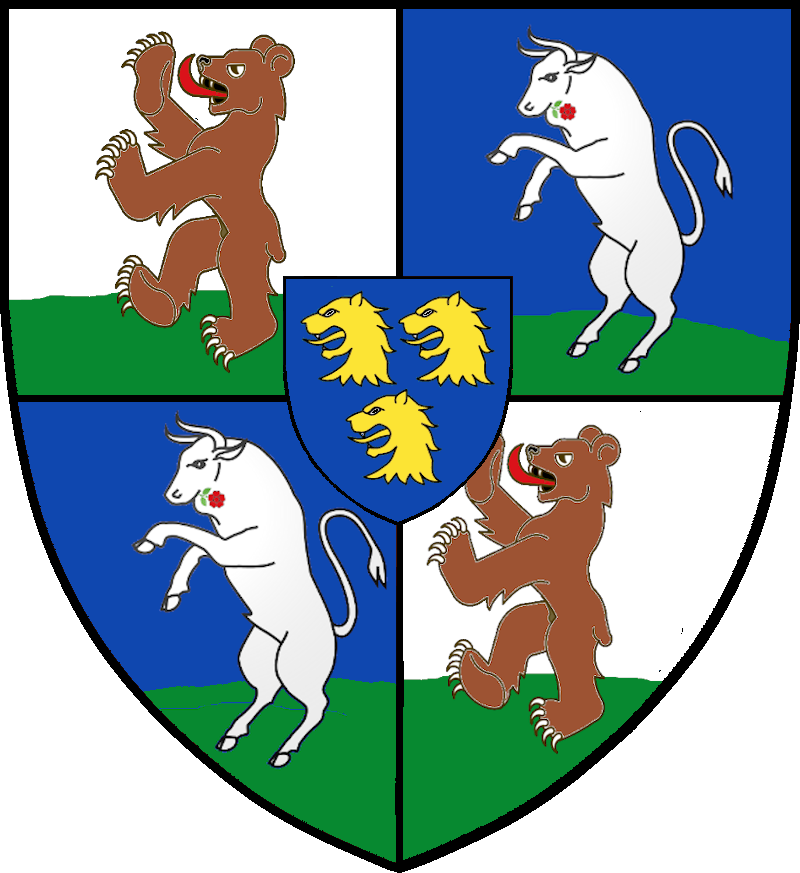
Freiherrliches Wappen von Abraham Leijonhufvud till Nynäs (1583–1618)
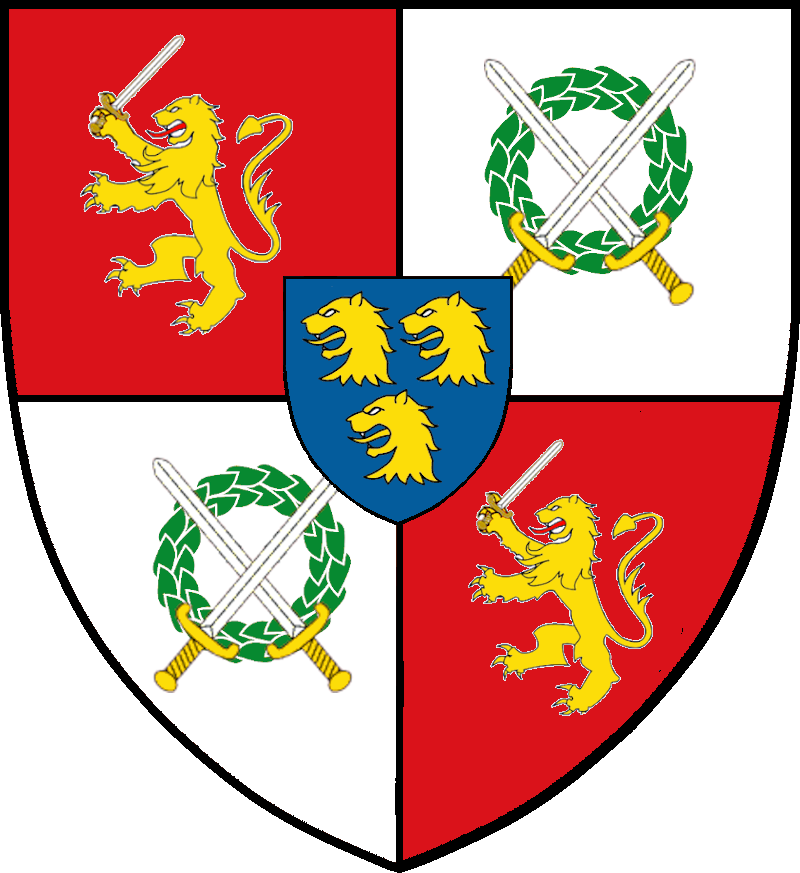
Freiherrliches Wappen Leijonhufvud (1651)